# Dicatozetes numidicus
Dicatozetes numidicus är en kvalsterart som beskrevs av Bernini 1984. Dicatozetes numidicus ingår i släktet Dicatozetes och familjen Galumnidae. Inga underarter finns listade i Catalogue of Life.